# بوریس ایساگیره
بوریس ایساگیره (اسپانیایی: Boris Izaguirre‎؛ زادهٔ ۲۹ سپتامبر ۱۹۶۵) یک نویسنده، مجری تلویزیون، روزنامه‌نگار و فیلم‌نامه‌نویس اهل ونزوئلا و اسپانیا است.